# هارسافس
هارسافس یا حرسافیس در اساطیر مصر باستان، به‌عنوان خدای باروری که با آب پیوند خورده‌است شناخته می‌شده‌است.
وی در دین مصر باستان با رع و اوزیریس شناخته می‌شد. یکی از القاب وی «حاکم حاشیه رودخانه» بود. هارسافس خدای آفریننده و باروری بود که از آب‌های اولیه متولد شد.

## نمادشناسی
هارسافس به شکل قوچ در تصاویر مصر باستان دیده می‌شود.این خدا به صورت انسانی با سر قوچ ترسیم شده‌است.

## معابد
معبد این خدا به نام هرسافیس در دوران دوره آغازین دودمانی مصر در شهر تب ساخته شده‌است. زمان ساخت این معبد بهپادشاهی میانه مصر بر می‌گردد. باستان‌شناسان می‌گویند این خدا در دوره نخست میانی مصر فراعنه در اوج قدرت بوده‌است.